# Universiteit van Vaasa
De Universiteit van Vaasa (Fins: Vaasan yliopisto) is een universiteit in Vaasa in Finland.
De campus van de universiteit ligt in de badplaats Palosaarella bij een oude katoenfabriek "Fabriikki".

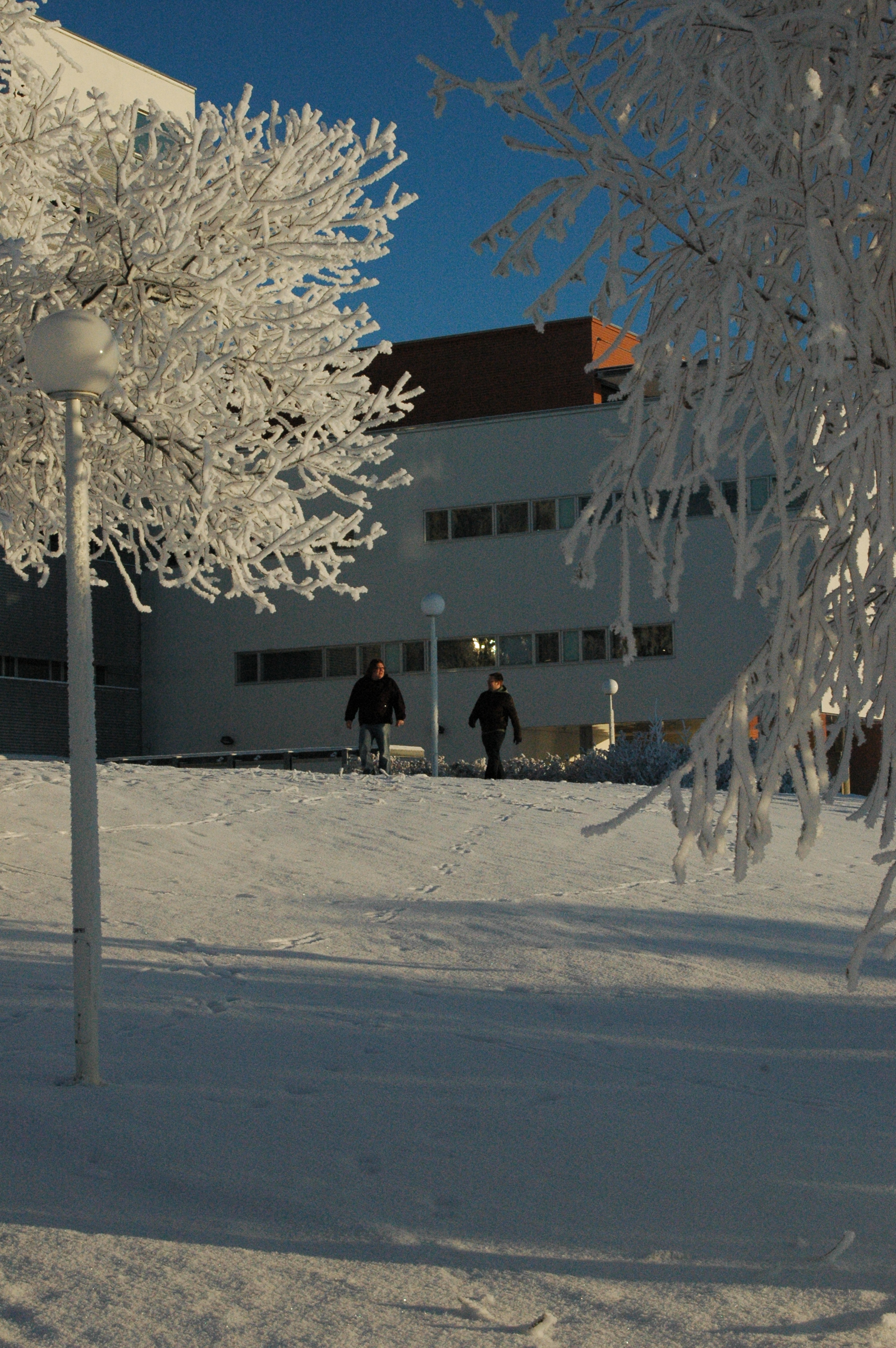
Academische bibliotheek (november 2010)

## Faculteiten
De Universiteit van Vaasa is verdeeld in drie faculteiten:
1. Faculteit der Wijsbegeerte - Filosofinen tiedekunta
2. Faculteit Bedrijfskunde - Kauppatieteellinen tiedekunta
3. Faculteit Techniek - Teknillinen tiedekunta